# Никола (Грязовецкий район)
Никола — упразднённая деревня в Грязовецком районе Вологодской области.
В рамках организации местного самоуправления входила в состав Сидоровского муниципального образования (с 1 января 2006 года по 9 апреля 2009 года входила в Лежское муниципальное образование), в рамках административно-территориального устройства — в Анохинский сельсовет.
Расстояние до районного центра Грязовца по автодороге — 50 км, до центра муниципального образования Сидорово по прямой — 19 км. Ближайший населённый пункт — Починок.
По данным переписи в 2002 году постоянного населения не было.
18 марта 2020 года Сидоровским сельским поселением было принято решение упразднить ряд деревень. По постановлению Правительства Вологодской области от 10 января 2022 деревня Никола Анохинского сельского совета с 21 января 2022 считается упразднённой и исключается из списков.